# Hispano-Suiza 8

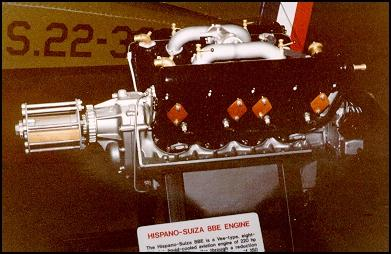
Hispano-Suiza 8Be

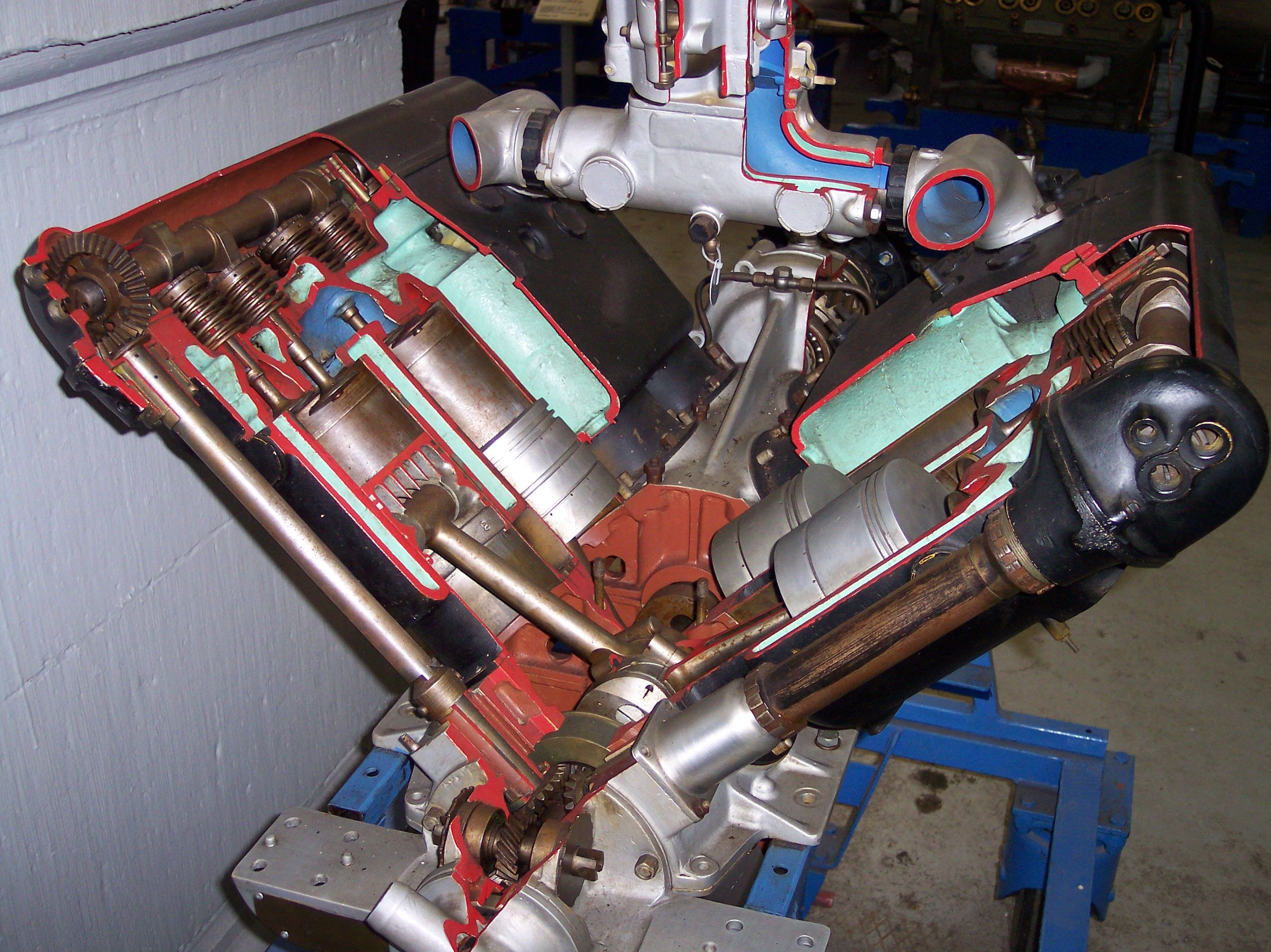
Řez motorem HS 8A

Označení Hispano-Suiza 8 zahrnuje několik typových řad čtyřdobých zážehových vodou chlazených vidlicových osmiválců, leteckých motorů vyráběných firmou Hispano-Suiza od roku 1914 a používaných v mnoha typech letounů Dohody během první světové války. Konstruktérem úspěšné řady motorů byl Švýcar Marc Birkigt.
Původní model Hispano-Suiza 8A začínal na výkonu 140 k (103 kW) při 1400 ot/min, pozdější model Hispano-Suiza 8Be dosáhl 220 k (162 kW). Nový typ Hispano-Suiza 8F 300 k (221 kW). Motor Hispano-Suiza 8A byl v Británii vyráběn v licenci firmou Wolseley jako Wolseley Python a ve Spojených státech firmou Wright-Martin jako „Model E“.
Motory Hispano-Suiza 8 poháněly stíhací letouny S.E.5 (8A a Viper), Sopwith Dolphin, SPAD S.VII (8A) a SPAD S.XIII (8Be).

## Základní typové řady

### Hispano-Suiza 8A
HS 8A byl vidlicový osmiválec se zdvihovým objemem 11 762 cm³ a přímým náhonem vrtule (vrtule je pravotočivá).
- HS 8A o výkonu 140 k (103 kW), s kompresním poměrem 4,70
- HS 8Aa o výkonu 150 k (110 kW) při 1600 ot/min., s kompresním poměrem 4,70
- HS 8Ab o výkonu 180 k (132 kW) při 2000 ot/min., s kompresním poměrem 5,30

### Hispano-Suiza 8B
HS 8B byl vidlicový osmiválec se zdvihovým objemem 11 762 cm³ (všechny verze řady B mají stejné rozměry válců jako motory řady A), vybavený reduktorem (vrtule je levotočivá). Motory byly vybavovány reduktory s převodem 1,333 nebo 1,50 či 1,708. (Reduktorové motory vyráběné v licenci u britské firmy Wolseley byly vybavovány reduktory „1185 gear“ s převodem 1,686 – číslo 1185 zaokrouhleně udávalo otáčky vrtule při 2000 ot/min. klikového hřídele. Reduktory původních francouzských motorů Britové označují jako „1500 gear“, „1330 gear“ a „1170 gear“.)
- HS 8B (200 k) o výkonu 220 k (162 kW) při 2000 ot/min., reduktor 1,333 a kompresní poměr 5,30
- HS 8Ba (200 k), reduktor 1,708 a kompresní poměr 4,70
- HS 8Bb (200 k) o výkonu 200 k (147 kW) při 2000 ot/min., reduktor 1,333 a kompresní poměr 4,80
- HS 8Bc (220 k) o výkonu 220 k (162 kW), reduktor 1,333 a kompresní poměr 5,30
- HS 8Bd (220 k) o výkonu 220 k (162 kW), reduktor 1,333 a kompresní poměr 5,30
- HS 8Be (220 k) o výkonu 220 k (162 kW), reduktor 1,333 a kompresní poměr 5,30

### Hispano-Suiza 8F
HS 8F byl zcela novou konstrukcí, šlo o vidlicový osmiválec se zdvihovým objemem 18 473 cm³ (motory řady F mají oproti řadám A a B vrtání i zdvih zvětšeny o 20 mm). Motor verze Hispano-Suiza 8Fb byl ve dvacátých letech (od roku 1922) vyráběn v licenci v někdejším Československu plzeňskou Škodovkou, pod označením HS-300, montoval se do letadel firem Avia a Letov.
- HS 8F
- HS 8Fb o výkonu 300 k (221 kW) při 1800 ot/min.

## Technická data vybraných motorů

### Hispano-Suiza 8Aa
- Typ: osmiválcový, vodou chlazený pístový motor s válci do V (90°)
- Vrtání: 120 mm
- Zdvih: 130 mm
- Celková plocha pístů: 904,78 cm²
- Zdvihový objem motoru: 11 762 cm³
- Kompresní poměr: 4,70
- Mazání: tlakové, oběžné
- Zapalování: magnety
- Příprava palivové směsi: karburátorem
- Délka: 1295 mm
- Šířka: 843 mm
- Výška: 843 mm
- Hmotnost suchého motoru (tj. bez provozních náplní): 200 kg
- Výkony:
  - vzletový: 150 k (110 kW) při 1600 ot/min
  - maximální: 185 k (136 kW) při 1800 ot/min

### Hispano-Suiza 8Ab
- Typ: osmiválcový, vodou chlazený pístový motor s válci do V (90°)
- Vrtání: 120 mm
- Zdvih: 130 mm
- Celková plocha pístů: 904,78 cm²
- Zdvihový objem motoru: 11 762 cm³
- Kompresní poměr: 5,30
- Mazání: tlakové, oběžné
- Zapalování: magnety
- Příprava palivové směsi: karburátorem
- Hmotnost suchého motoru: 208 kg
- Výkony:
  - vzletový: 180 k (132 kW) při 2000 ot/min
  - maximální: 235 k (173 kW) při 2100 ot/min

### Hispano-Suiza 8B
- Typ: osmiválcový, vodou chlazený pístový motor s válci do V (90°)
- Vrtání: 120 mm
- Zdvih: 130 mm
- Celková plocha pístů: 904,78 cm²
- Zdvihový objem motoru: 11 762 cm³
- Kompresní poměr: 5,30
- Převod reduktoru: 1,333 (hnací ozubené kolo má 21 zubů, hnané 28 zubů)
- Mazání: tlakové, oběžné
- Zapalování: magnety
- Příprava palivové směsi: karburátorem
- Délka: 1355 mm
- Šířka: 860 mm
- Výška: 900 mm
- Hmotnost suchého motoru: 234 kg
- Výkony:
  - vzletový: 220 k (162 kW) při 2000 ot/min

### Hispano-Suiza 8Fb (Škoda HS-300)
- Typ: čtyřdobý zážehový vodou chlazený vidlicový osmiválec (s bloky válců pod úhlem 90 stupňů), s přímým náhonem vrtule
- Vrtání: 140 mm
- Zdvih: 150 mm
- Celková plocha pístů: 1231,50 cm²
- Zdvihový objem motoru: 18 473 cm³
- Kompresní poměr: 5,30
- Rozvod: ventilový
- Mazání: tlakové, oběžné
- Zapalování: dvěma magnety Bosch nebo Scintilla
- Příprava palivové směsi: karburátorem Zenith chráněném proti zamrznutí ohřevem vodou z chladicího okruhu
- Předepsané palivo: směs benzínu a tech. benzolu v poměru 70÷30
- Délka: 1315 mm
- Šířka: 900 mm
- Výška: 970 mm
- Hmotnost suchého motoru (tj. motor bez provozních náplní): 270 kg
- Výkony:
  - jmenovitý: 300 k (221 kW) při 1800 ot/min
  - maximální: 310 k (228 kW) při 1850 ot/min